# Dream Lover
 Dream Lover és una pel·lícula estatunidenca dirigida per Alan J. Pakula, estrenada el 1986.

## Argument
Kathy, flautista, viu sola. Una nit, mentre dorm, un intrús entra al seu domicili i intenta abusar d'ella. Terroritzada, l'escalda, després l'apunyala. El calvari sembla haver acabat per a la jove. Tanmateix, té malsons i veu l'escena d'homicidi sota diferents angles. Allò es converteix en una obsessió. Busca llavors a un especialista del son que intenta analitzar el seu comportament en diferents estadis del son. Descobrirà que els seus malsons es fan massa perillosos per a ella i per al seu cercle si no troba ràpidament una solució al seu problema.

## Repartiment
- Kristy McNichol: Kathy Gardner
- Ben Masters: Michael Hansen
- Paul Shenar: Ben Gardner
- Justin Deas: Kevin McCann
- John McMartin: Martin
- Gayle Hunnicutt: Claire
- Joseph Culp: Danny
- Matthew Penn: Billy
- Paul West: Shep
- Matthew Long: Vaughn Capisi
- Jon Polito: Doctor James
- Ellen Parker: Infermera Jennifer
- Lynn Webster: dona policia

## Premis
- 1986. Gran premi al Festival internacional de la pel·lícula fantàstica d'Avoriaz